# Iwona Smolka
Iwona Smolka (ur. w 1944 w Warszawie) – polska pisarka, krytyk literacki.

## Życiorys
Od wielu lat jest związana z Polskim Radiem (Złoty Mikrofon 1991). Jest autorką prac krytycznych poświęconych poezji „Lęki, ucieczki, akceptacje, Dziewięć światów. Współczesne poetki polskie”, a także – wspólnie z Tomaszem Jastrunem i Leszkiem Szarugą „Antologii poezji stanu wojennego”. Wydała też powieści „Rozpad”, „Musisz siebie zjeść” (wyróżnienie Fundacji Kultury 1996) i „Dom Żywiołów”.
Od 2008 członek jury Nagrody Mediów Publicznych w dziedzinie literatury pięknej COGITO. W 2010 - członek kapituły Złotego Mikrofonu. W 2014, za wybitne zasługi w działalności na rzecz przemian demokratycznych w Polsce, za osiągnięcia w podejmowanej z pożytkiem dla kraju pracy zawodowej i społecznej, została odznaczona Krzyżem Kawalerskim Orderu Odrodzenia Polski. W 2016 nie przyjęła Srebrnego Medalu Zasłużony Kulturze Gloria Artis. Przewodnicząca kapituły Nagrody Poetyckiej im. Kazimierza Hoffmana „KOS”.